# Turopolje

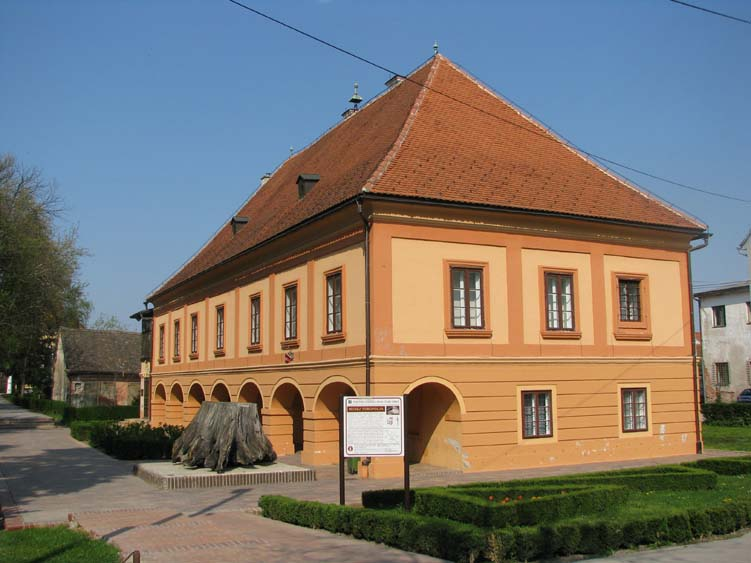
Turopoljské muzeum ve Veliké Gorici

Turopolje je název pro chorvatský region, nacházející se jižně od Záhřebu až po město Sisak. Jedná se o část nížin, kterými protéká řeka Sáva. Celkem zabírá oblast rozlohu cca 600 km2, nadmořská výška se pohybuje okolo 110 m.
Původ názvu je shodný s českými slovy tur a pole.
Neformálním centrem oblasti je město Velika Gorica. Mezi další sídla v regionu spadají Velika Mlaka, Staro Čiče, Lekenik, Vukojevac, Pešćenica, Buševec, Kuče, Ogulinec, Kravarsko, Vukovina, Pokupsko, Poljana Lekenička, Brežani Lekenički, Bukevje, Roženica, Gornji Vukojevac, Donji Vukojevac, Hrašće Turopoljsko apod. Region patří k hustěji osídleným částem Chorvatska, nicméně je zalidněn méně, než je tomu v případě např. Východní Slavonie, či chorvatského Záhoří.
V 19. století byl tento region znám také díky místním šlechticům. Turopoljští sedlácí patřili k nejméně majetné části šlechty, žijící v Chorvatsku a často byli posměšně nazývání šljivari, podle toho, že vlastní pouze jednu švestku.[zdroj?] Šlechtický titul místním sedlákům dal tehdejší uherský král Béla IV., který z nich chtěl tímto krokem učinit sedláky svobodné.[zdroj?] Jejich političtí zástupci, kteří zasedali v Saboru, prosazovali politiku těsného spojení s Uhry a obávaly se vlivu Vídně. Spojeni byli s tzv. Maďarony, kteří podporovali přímo zájmy Budapešti.